# Sylvestre Gallot
Pour les articles homonymes, voir Gallot.
Sylvestre F. L. Gallot (né le 29 janvier 1948 à Bazoches-lès-Bray,) est un mathématicien français, qui traite de la géométrie différentielle. Il est professeur à l'université Grenoble-Alpes.

## Carrière
Sylvestre Gallot soutient sa thèse de doctorat sous la direction de Marcel Berger à l'université Paris-Diderot, il travaille ensuite à l'Université de Savoie, au début des années 1980, à l'École normale supérieure de Lyon et à l'université de Grenoble (Institut Fourier). Il traite notamment des inéquations isopérimétriques dans la géométrie de Riemann, des questions de rigidité et le spectre de l'opérateur de Laplace sur les variétés riemanniennes.
Avec Gérard Besson et Pierre Bérard, il a découvert, en 1985, une forme d'inéquation isopérimétrique dans des variétés riemanniennes ayant une barrière inférieure quant à la courbure de Ricci et au diamètre. En 1995, il découvre avec Gérard Besson et Gilles Courtois, une inégalité de Tchebychev pour l'entropie minimale des espaces localement symétriques de courbure négative,, ce qui, à son tour, conduit à une nouvelle preuve, plus simple du théorème de rigidité de George Mostow (1968), qui dit que pour les variétés hyperboliques compactes à plus de deux dimensions le groupe fondamental détermine la structure  métrique.
En 1998, il est conférencier invité au Congrès international des mathématiciens à Berlin avec une conférence intitulée Curvature decreasing maps are volume decreasing.

## Publications
- avec Dominique Hulin, Jacques Lafontaine Riemannian Geometry, Universitext, Springer Verlag, 3e édition 2004
- avec Daniel Meyer Opérateur de courbure et laplacien des formes différentielles d´une variété riemannienne, J. Math. Pures Appliqués, 54, 1975, 259-284
- Inégalités isopérimétriques, courbure de Ricci et invariants géométriques, 1,2, Comptes Rendus Acad. Sci., 296, 1983, 333-336, 365-368
- Inégalités isopérimétriques et analytiques sur les variétés riemanniennes, Astérisque 163/164, 1988, 33-91
- avec Pierre Bérard, Gérard Besson Sur une inégalité isopérimétrique qui généralise celle de Paul Lévy-Gromov, Inventiones Mathematicae, Band 80, 1985, S. 295–308,
- avec G. Besson, P. Bérard Embedding riemannian manifolds by their heat kernel, Geometric Functional Analysis (GAFA), 4, 1994, S. 373–398
- avec G. Besson, G. Courtois Volume et entropie minimale des espaces localement symétriques, Inventiones Mathematicae, 103, 1991, S. 417–445 DOI 10.1007/BF01239520
- avec G. Besson, G. Courtois: Les variétés hyperboliques sont des minima locaux de l’entropie topologique, Inventiones Mathematicae 177, 1994, S.  403–445
- avec G. Besson G. Courtois: Volume et entropie minimales des variétés localement symétriques, GAFA 5, 1995, S. 731–799
- avec G. Besson, G. Courtois: Minimal entropy and Mostow’s rigidity theorems, Ergodic Theory and Dynamical Systems, 16, 1996, S. 623–649
- Volumes, courbure de Ricci et convergence des variétés, d'après Tobias Colding et Cheeger-Colding, Séminaire Bourbaki 835, 1997/98
- (en) Sylvestre Gallot, Dominique Hulin et Jacques Lafontaine, Riemannian Geometry [détail de l’édition]